# Romuald Tadeusz Giedroyć

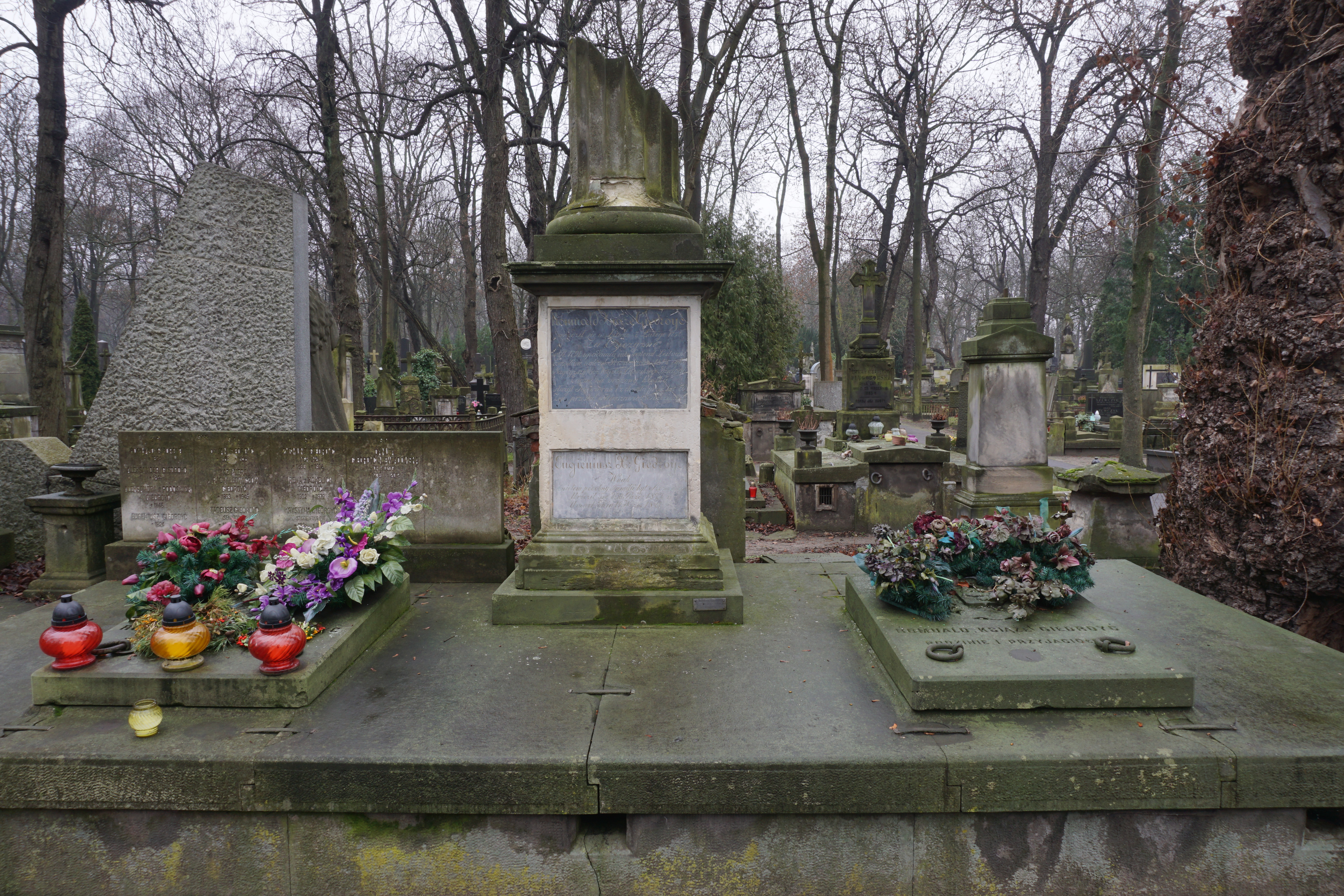
Grób Giedroycia na cmentarzu Powązkowskim (2020)

Romuald Tadeusz Giedroyć książę herbu Hippocentaurus (ur. 7 lutego 1750 w Bobcinie, zm. 15 października 1824 w Warszawie) – polski generał major (1792), uczestnik konfederacji barskiej i insurekcji kościuszkowskiej, członek Rady Najwyższej Rządowej Litewskiej (1794), generał dywizji Królestwa Polskiego; wolnomularz.

## Życiorys
Pochodził ze starej arystokratycznej rodziny litewskiej, której przysługiwał tytuł kniaziowski.
Od 1765 roku uczęszczał jako kadet do Szkoły Rycerskiej. Podczas konfederacji barskiej przystąpił do powstańców i służył pod komendą Kazimierza Pułaskiego, a później Michała Ogińskiego. Brał udział w bitwach z armią rosyjską pod Grodnem, Mołczadzią, Bezdzieżem. Do zakończenia konfederacji barskiej dosłużył się stopnia majora. W latach 1772–1778 pozostawał poza służbą wojskową. W 1778 roku został mianowany wicebrygadierem litewskich huzarów. W czasie wojny polsko-rosyjskiej w 1792 roku dosłużył się stopnia generała majora.
Brał udział w insurekcji kościuszkowskiej. 24 kwietnia 1794 roku został wybrany do Rady Najwyższej Rządowej Litewskiej w Wilnie. Stał się jednym z najbardziej zaufanych zastępców naczelnika Jakuba Jasińskiego. W 1794 roku był członkiem Deputacji Tajnej. W czasie działań wojennych na terenie Kurlandii służył pod komendą generała Tomasza Wawrzeckiego. W dowód uznania za sukcesy w Inflantach Giedroyć został awansowany na generała lejtnanta i otrzymał od Tadeusza Kościuszki pierścień Ojczyzna Obrońcy Swemu. Po klęsce insurekcji na Litwie generał Giedroyć przedostał się na zachód i uczestniczył w obronie Warszawy. Po upadku powstania dostał się do niewoli rosyjskiej, z której jednak został szybko zwolniony. Wyjechał do Paryża, gdzie w ramach Deputacji Polskiej organizował wybuch powstania na Litwie.
W 1796 przybył potajemnie na Żmudź i próbował wywołać rebelię przeciw władzy rosyjskiej. Po niepowodzeniach i dekonspiracji spisku opuścił Litwę i zbiegł ponownie do Francji. Na początku XIX wieku wrócił na ziemie polskie. Nie udzielał się politycznie. Dopiero w 1812 roku podczas marszu armii napoleońskiej na Moskwę powierzono mu funkcję organizatora pospolitego ruszenia na Litwie. Po klęsce tej wyprawy był dowódcą pułku litewskich ułanów osłaniających odwrót Napoleona I. Podczas bitwy pod Sierakowem 13 lutego 1813 roku dostał się do niewoli rosyjskiej. Do 1815 roku przebywał na zesłaniu w Archangielsku. Po utworzeniu Królestwa Polskiego powrócił do Warszawy. Został lojalnym poddanym cara Aleksandra I. Wszedł w skład Komitetu Wojennego i został awansowany na generała dywizji.
Był odznaczony Orderem św. Stanisława.
Zmarł w Warszawie w 1824 roku. Został pochowany na Powązkach (kwatera 25-3-3).